# Fuscoli
Fuscoli (già Fuscolo) è una frazione del comune di Lettere nella città metropolitana di Napoli.

## Storia
Il paese, situato a metà strada tra il centro comunale di Piazza Roma e la frazione di Depugliano, era già abitato in epoca romana, così come la vicina Orsano, come dimostrano i ritrovamenti archeologici qui rinvenuti, che denotano la presenza in loco di antiche ville.
Nel 1790 la frazione contava 352 abitanti.

## Monumenti e luoghi d'interesse
- Chiesa di San Giovanni Battista, chiesa sussidiaria della parrocchia di Santa Maria Assunta,[6] è stata eretta in autonoma vicaria nel 1958.[7] Qui era situata una tela di Santa Lucia, San Giovanni Battista, Sant'Aniello e il Beato Fusco oggi conservata nel santuario di Sant'Anna: attualmente vi è qui esposta una copia.
- Monumento in onore di Luigi Longobardi, eretto nella frazione negli anni settanta del XX secolo.[8]

### Scuole
- Istituto Statale "Silvio Pellico"[9]